# Hormacrus
Hormacrus es un  género de coleópteros adéfagos de la familia Carabidae.
Comprende las siguientes especies:
- Hormacrus latus Sloane, 1898
- Hormacrus minor Blackburn, 1890